# Girafa-de-angola
Girafa-de-angola (Giraffa giraffa angolensis) é uma subespécie de girafa que recebe este nome em virtude de a maior parte de seu habitat coincidir com o atual território de Angola.

## Características
A girafa de angola distingue-se de outras subespécies devido à inexistência de um corno nasal e a posse de duas formações cutâneas no alto da cabeça e uma mais pequena na fronte. A pelagem pode ser branca em vez de amarela, com as mesmas manchas castanhas, pode superar os cinco metros e meio de altura.

## Distribuição e comportamento
A população da girafa de angola encontra-se distribuída pela Zâmbia, Botswana e Namíbia.É um animal de natureza pacifica e curiosa, alimentando-se de folhas de acácias e rebentos. 

## Conservação
É uma espécie cassificada como vulnerável pela União Internacional para a Conservação da Natureza, tendo uma tendência de diminuição de população nas suas áreas de distribuição.As girafas-de-Angola só existem em três jardins zoológicos na Europa: Lisboa, Dortmund, na Alemanha, e em Amersfoort-Utrecht, na Holanda.

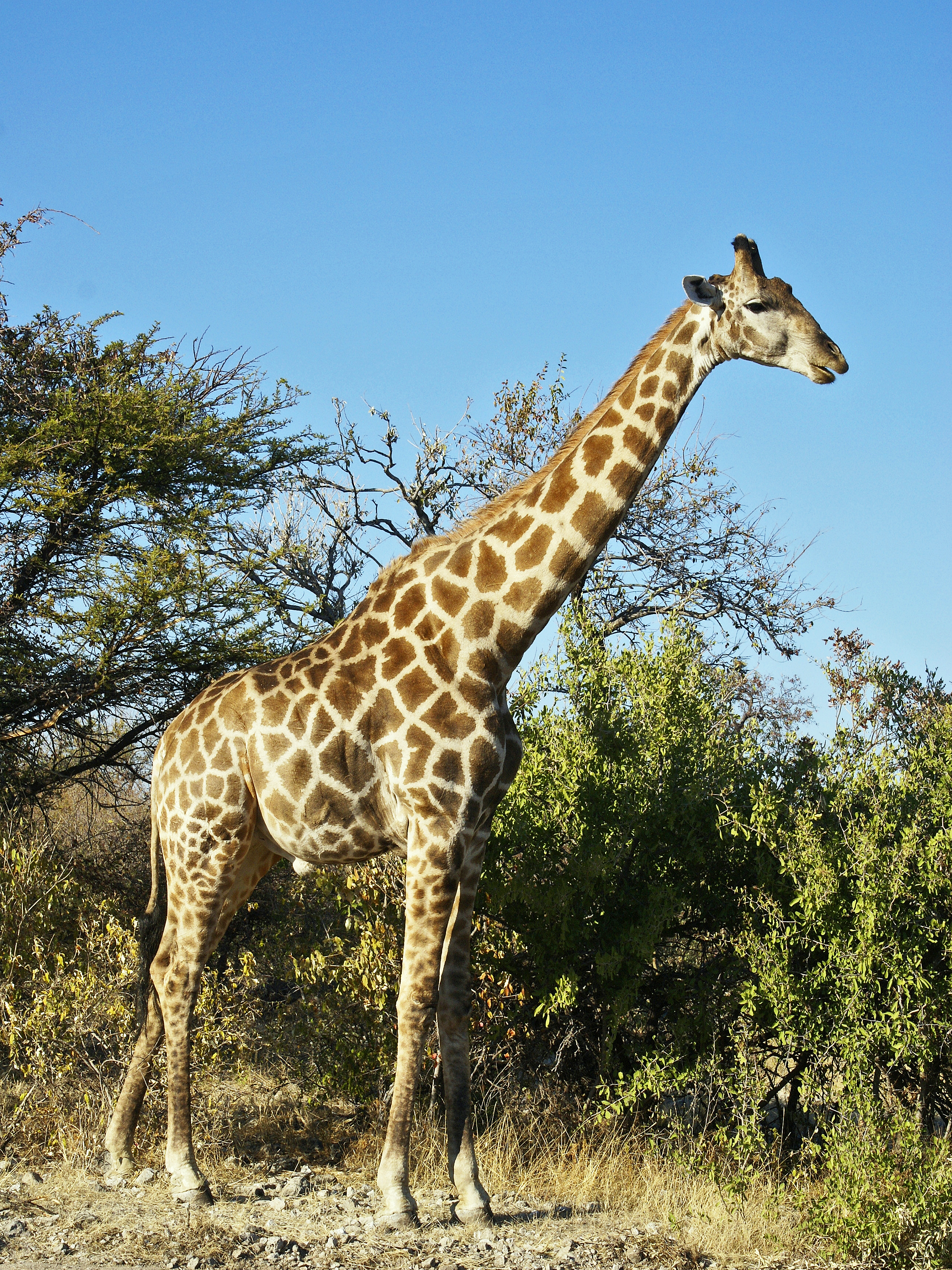

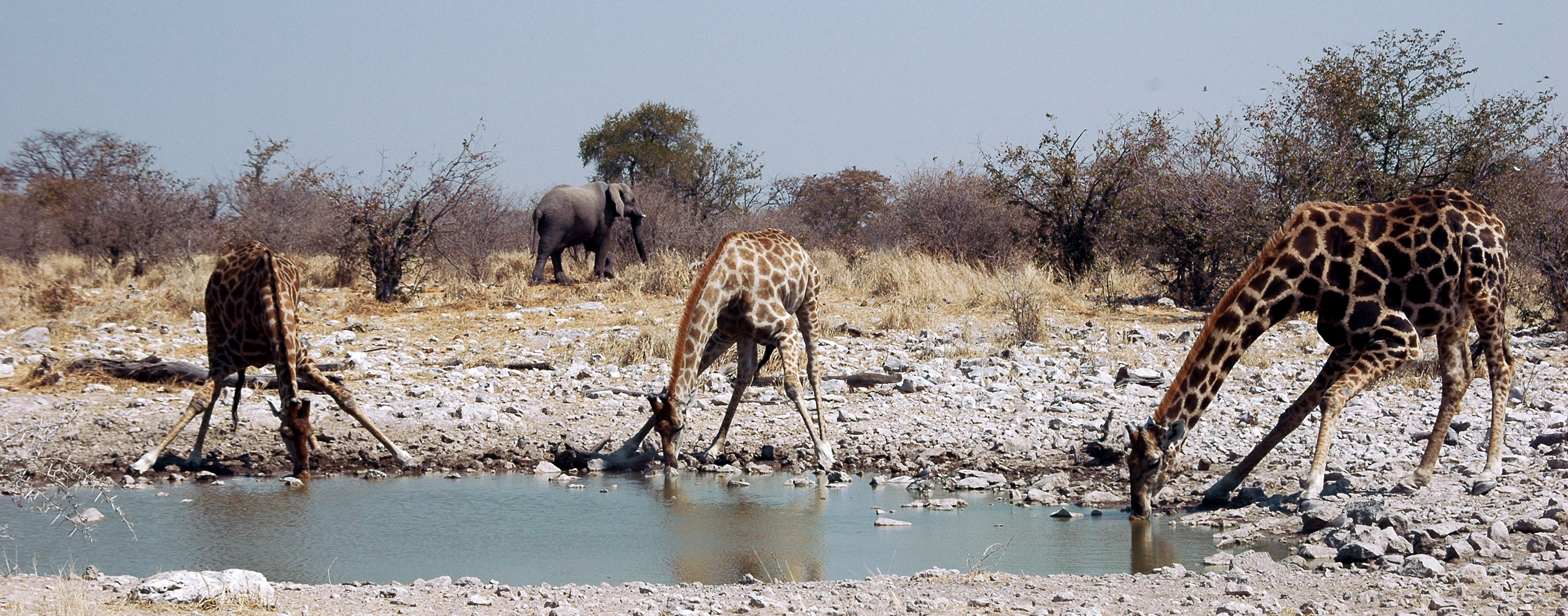
Girafas camelopardalis, bebendo água ao lado de um charco no (no Parque Nacional Etosha.